# Махаоя
Махаоя (синг. මහ ඔය) — річка на заході Шрі-Ланки. Її довжина становить близько 134 км.
Річка бере початок поблизу міста Навалапітія в Центральній провінції, тече спочатку на північ, потім повертає на захід, перетинає провінцію Сабарагамува, впадає в Лаккадівське море північніше міста Негомбо в Західній провінції.
На берегах річки живе більше одного мільйона осіб, для задоволення потреб населення у воді на річці побудовано 14 водозаборних споруд.
Водозбірний басейн площею 1510 км² отримує близько 3,644 км³ опадів на рік, і близько 34 відсотків від цього обсягу досягає моря.